# أزورلة أكوادورية
أزورلة أكوادورية (الاسم العلمي:Azorella ecuadorensis) هي نوع غير مؤكد من النباتات يتبع جنس الأزورلة من الفصيلة الخيمية.